# Étouy
Étouy é uma comuna francesa na região administrativa de Altos da França, no departamento de Oise. Estende-se por uma área de 9,53 km². Em 2010 a comuna tinha 812 habitantes (densidade: 85,2 hab./km²).